# Ullevi
Ullevi (sau Nya Ullevi: Noul Ullevi) este un stadion în Göteborg, Suedia. El a fost construit pentru Campionatul Mondial de Fotbal 1958, dar de atunci Ullevi de asemenea a mai găzduit Campionatul Mondial de Atletism 1995 și Campionatul European de Atletism 2006, finala Cupa Cupelor UEFA în 1983 și 1990, finala UEFA Euro 1992, finala Cupei UEFA în 2004, și găzduiește anual ceremonia de deschidere a Gothia Cup—cea mai amplă competiție fotbalistică după numărul de participanți. IFK Göteborg a jucat două finale a Cupei UEFA pe acest stadion, în 1982 și 1987.

## Recorduri de audiență

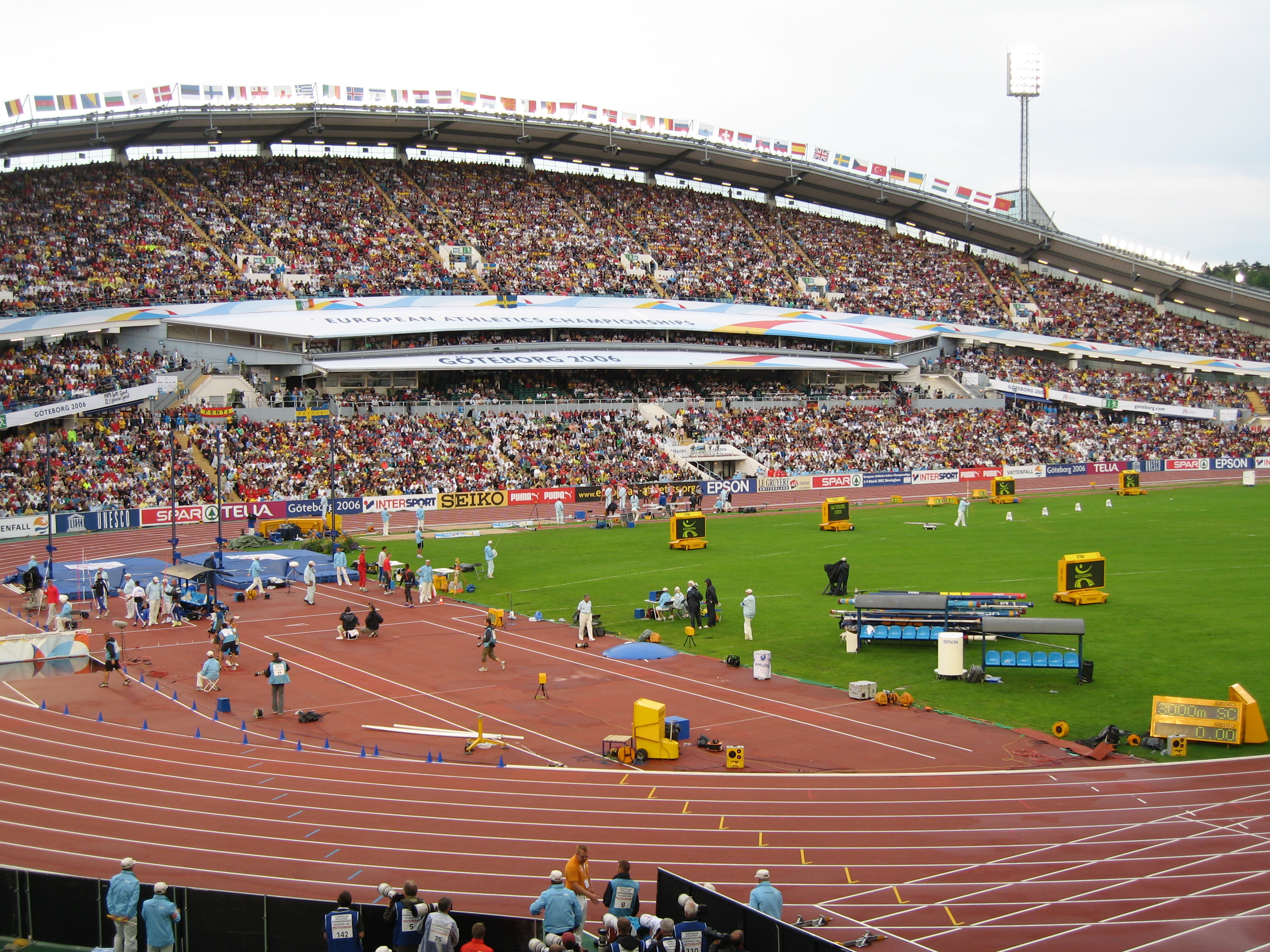
Tribuna de est a stadionului Ullevi

### Concerte
| #  | Eveniment                                                     | Spectatori      | Data           |
| -- | ------------------------------------------------------------- | --------------- | -------------- |
| 1  | Bruce Springsteen & The E Street Band Wrecking Ball Tour      | 66 561          | 28 iulie 2012  |
| 2  | Bruce Springsteen & The E Street Band Wrecking Ball Tour      | 66 018          | 27 iulie 2012  |
| 3  | Bruce Springsteen & The E Street Band Born in the U.S.A. Tour | 64 312          | 8 iunie 1985   |
| 4  | Bruce Springsteen & The E Street Band Born in the U.S.A. Tour | 62 544          | 9 iunie 1985   |
| 5  | David Bowie Serious Moonlight Tour                            | 61 206          | 11 iunie 1983  |
| 6  | U2 U2 360° Tour                                               | 60 099          | 1 august 2009  |
| 7  | Madonna Sticky & Sweet Tour                                   | 59 600          | 9 august 2009  |
| 8  | Madonna Sticky & Sweet Tour                                   | 59 400          | 8 august 2009  |
| 9  | Gyllene Tider GT25 Summer Tour                                | 58 977          | 7 august 2004  |
| 10 | David Bowie Serious Moonlight Tour                            | 58 914          | 12 iunie 1983  |
| 11 | Metallica big 4 Tour                                          | 56 000          | 3 iulie 2011   |
| 12 | Michael Jackson HIStory World Tour                            | 50 000 (aprox.) | 14 august 1997 |

### Sport
| # | Eveniment                            | Spectatori | Data               |
| - | ------------------------------------ | ---------- | ------------------ |
| 1 | Ingemar Johansson – Eddie Machen Box | 53 614     | 14 septembrie 1958 |
| 2 | IFK Göteborg – Örgryte IS Fotbal     | 52 194     | 4 iunie 1959       |
| 3 | Suedia – Danemarca Fotbal            | 51 062     | 23 octombrie 1960  |
| 4 | Suedia – Göteborgsalliansen Fotbal   | 50 989     | 29 mai 1958        |
| 5 | Brazilia – Uniunea Sovietică Fotbal  | 50 928     | 15 iunie 1958      |

| # | Eveniment                                       | Spectatori | Data                 |
| - | ----------------------------------------------- | ---------- | -------------------- |
| 1 | Campionatul Mondial de Atletism Atletică        | 592 240    | 4–13 august 1995     |
| 2 | Campionatul European de Atletism Atletică       | 269 038    | 6–13 august 2006     |
| 3 | World Speed Skating Championships Speed Skating | 69 599     | 13–14 februarie 1971 |
| 4 | Finnkampen Athletics                            | 51 567     | 4–5 septembrie 2004  |
| 5 | Finnkampen Athletics                            | 49 366     | 28–29 august 1971    |

Stadionul este unul din cele mai mari din țările nordice, având o capacitate totală de 43.000 de locuri pe scaune, și 75.000 pentru concerte.